# HMS Lion (1777)
HMS Lion (1777) — 64-пушечный линейный корабль 3 ранга Королевского флота. Заказан 12 октября 1768. Спущен на воду 3 сентября 1777 года на королевской верфи в Портсмуте. Двенадцатый корабль, названный Lion (с англ. — «лев»).

## Служба

### Американская революционная война
1779 — капитан Корнуоллис. Был при Гренаде, получил сильные повреждения.

### Французские революционные войны
1792 — капитан сэр Эразмус Гауэр (англ. Erasmus Gower), назначен по особому пожеланию лорда Макартни, отправлявшегося послом ко двору императора Цяньлуна в Пекин.
Lion вышел из Спитхеда 26 сентября 1792 года со своим тендером Jackall и ост-индским кораблем Hindustan.
Посольская свита насчитывала почти 100 человек, не считая солдат и слуг. Jackall отстал в шторм у Портленда 28 сентября и проделал путешествие самостоятельно. Он присоединился к Lion 23 марта 1793 года.

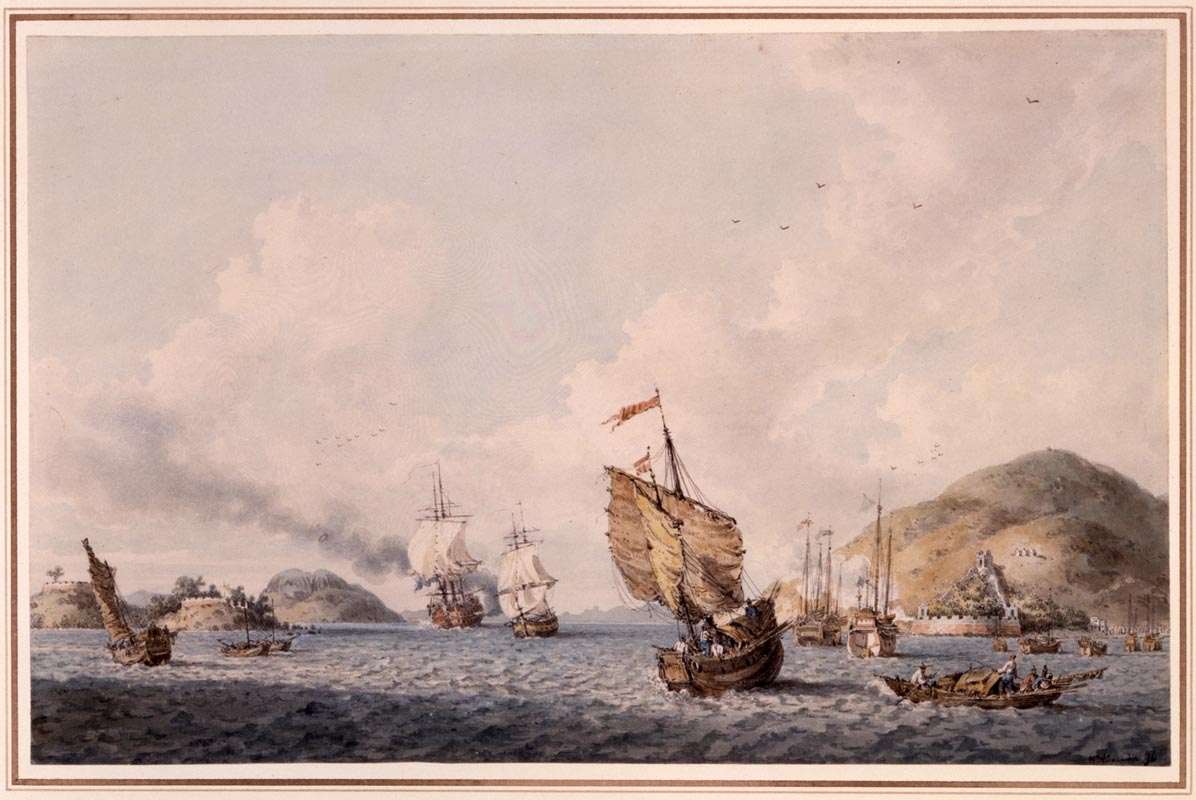
HMS Lion (слева) салютует фортам Бока Тигрис на переходе из Кантона в Макао, 1796

На переходе из Батавии на Северный остров Lion наскочил на банку глубиной в 3 фатома. Ущерб был небольшой, но отсутствие тендера весьма сказывалось, настолько что капитан послал обратно в Батавию приобрести тендер, который получил название Duke Of Clarence. Во время долгого перехода на Lion и Hindustan появилась цинга, но число больных постепенно сократилось благодаря свежим продуктам, полученным на островах Ява и Суматра.
1796 — капитан Мэнли Диксон (англ. Manley Dixon), Северное море. 7 декабря 1796 года Lion спас экипаж Reunion, который разбился на песчаной банке Свин у устья Темзы. Лейтенант Lion Уильям Тремлетт (англ. William Tremlett) получил особую благодарность председателя последовавшего военно-полевого суда.
1797 — в мае команда присоединилась к мятежу в Норе. Позже Lion перешёл в Средиземное море.
В начале июля 1798 года три шлюпки под командованием лейтенанта Тремлетта вступили в бой с вооруженными греческими судами у Малаги. В тот момент, когда он сошёлся борт к борту, две его шлюпки дезертировали, и в течение следующих семи минут 20 его спутников были убиты или ранены, при попытке абордажа без поддержки. Хотя ему отстрелили рукоять кортика, и несколько пуль прошили одежду, лейтенант был единственным, кто не пострадал.
15 июля Lion, после боя с четырьмя испанскими фрегатами у Картахены, захватил Santa Dorothea в 42 пушек и 370 человек. Приз потерял фор-стеньгу, отставал от остальных и валился под ветер, когда капитан Мэнли атаковал.
Он попал под огонь: остальные три испанских корабля последовательно повернули оверштаг и прошли с наветра от Lion в расстоянии мушкетного выстрела, но только один мичман и один матрос были ранены их залпами.
Santa Dorothea потеряла 20 человек убитыми и 32 ранеными, прежде чем спустила флаг. Она была взята в Королевский флот под тем же названием, и лейтенант Тремлетт был назначен её первым лейтенантом. Медали награждённым за этот бой флот выдал в 1847 году.
1801 — капитан Митфорд (англ. Mitford). Lion прибыл в Портсмут из Даунс 11 мая. 19-го он и транспорт снабжения Hindustan, капитан Моттли (англ. Mottley), вышли из Портсмута и вместе с ост-индскими кораблями Woodford, Duke Of Buccleugh, Warley, Taunton Castle, Albion, Earl Of Abergavenny, Alfred и Belvidere пошли конвоем в Китай. Hindustan доставлял припасы для Мыса.

### Наполеоновские войны
1803 — в резерве в Чатеме.
В 1804−1805 годах перестроен на верфи Dudman’s в Дептфорде.
1806 — капитан Роберт Роллз (англ. Robert Rolles), Ост-Индия, откуда он привел конвой кораблей Ост-индской компании и получил в подарок 500 фунтов стерлингов на покупку листов обшивки.
1807 — Флот Канала. На рассвете 27 декабря 1807 года, примерно в девяти или десяти милях к югу от Бичи-Хед, Lion погнался на подозрительным люгером. Потребовался целый день, прежде чем его смогли взять; он оказался французским 14-пушечным корсаром Reciprocité, который вышел из Дьепа 25-го еще с одним люгером. Они держались в засаде под берегом, но не сделали ни одного захвата. Два года как построенный, приз был хорошим ходоком, а в его команде имелись французы, пруссаки, датчане, португальцы, шведы и американцы.
15 января 1808 года военный трибунал в Портсмуте нашел лейтенанта Джеймса Вудварда (англ. James Woodward) виновным в неподчинении, и он был списан с корабля.
В начале 1811 года капитан Роллз принял командование HMS Edinburgh (74).
1811 — капитан Генри Хиткот (англ. Henry Heathcote), Ост-Индия. 22 февраля он получил приказ вице-адмирала Друри принять ответственность за западное побережье Индии от мыса Коморин и до вершины Персидского залива, «действуя по обстоятельствам, для охранения торговли и общего блага службы Его Величества». Этот приказ по смерти адмирала Друри 6 марта 1811 года подтвердил коммодор Бротон (англ. Broughton).
В июне 1811, пока капитан Хиткот был в Бомбее, организуя сопровождение китайского конвоя, прибыл фрегат HMS Hussar с депешами из Адмиралтейства, которые, будучи старшим офицером на месте, капитан вскрыл. Они принесли новость, что 18 французских фрегатов с 3000-4000 войск на борту просочились из французских портов и вероятно совершают переход с подкреплениями к острову Ява, куда уже вышли силы вторжения под началом коммодора Бротона. Капитан Хиткот, сочтя эту информацию важнее, чем сопровождение конвоя, сразу же отправился на Яву с известиями. Коммодор Бротон, недовольный, что капитан не выполнил его приказ, запросил контр-адмирала Стопфорда о военно-полевом суде за нарушение 26-й статьи устава:

Никто на флоте не имеет права спать на вахте, или небрежно выполнять свой долг, или оставлять свой пост, под страхом смерти или иного наказания, какое военно-полевой суд сочтет нужным наложить— Royal Navy Articles of War − 1757
Военно-полевой суд состоялся на борту HMS Nissus на Батавском рейде, 30 августа 1811 и нашел что, хотя обвинения были доказаны, отклонение от приказа капитан совершил от усердия на благо службе Его Величества, и что важность информации оправдывает его поведение. Он был оправдан.
Lion вошел в эскадру коммодора Бротона и 4 сентября адмирал Стопфорд отрядил HMS Illustrious, HMS Minden, HMS Lion и HMS Leda, c 14-м и частями 78-го пехотных полков на борту, для рандеву у входа в Гресси.
HMS Modeste с генерал-лейтенантом сэром Сэмюэлем Окмити (англ. Samuel Auchmuty) вышел в море 5 сентября, а адмирал Стопфорд на HMS Scipion 6-го. 8 сентября появились известия, что французские и голландские силы намерены закрепиться в Самаранге, и эскадра Бротона соединились там с адмиралом 10-го. Но вместо этого противник бросил город и отступил к Сурабае.
HMS Scipion, HMS Lion, HMS Nissus, HMS President, HMS Phoebe и HMS Harpy перешли туда 15 сентября, и высадили войска и морскую пехоту под командованием капитана Харриса (англ. Harris) с HMS Sir Francis Drake 19-го. Когда они узнали, что Ява сдалась накануне, Сурабая была оккупирована и попала под общие условия капитуляции.
Когда Lion находился вблизи Кантона, лейтенант Уильям Мартин (англ. William Martin) получил под команду катер и 20 человек с приказом найти и задержать два американских корабля из Манилы. Он подвергся нападению пяти пиратских судов, по четыре-пять небольших пушек и по меньшей мере 30 человек на каждом. Нападение было в конце концов отражено после упорного, более чем двухчасового боя. Лейтенант Мартин и 18 его людей были ранены.
1812 — капитан Дуглас (англ. Douglas), флагман контр-адмирала Стопфорда, мыс Доброй Надежды.
1814 — капитан Хендерсон Бэйн (англ. Henderson Bain). Получил полного капитана и перешел со шлюпа HMS Harpy в апреле 1813 года. Флагман контр-адмирала Чарльза Тайлера (англ. Charles Tyler), мыс Доброй Надежды.
1815 — разоружён; блокшив в Плимуте.
Продан в 1837 году.